# Geraldo dos Reis Maia
Geraldo dos Reis Maia (ur. 3 maja 1964 w Babilôni) – brazylijski duchowny rzymskokatolicki, biskup diecezjalny Araçuaí od 2024. 

## Życiorys

### Prezbiterat
Święcenia kapłańskie otrzymał 8 grudnia 1988. Po ich przyjęciu został inkardynowany do Archidiecezji Uberaby. Uzyskał stopień naukowy licencjata teologii po studiach w Belo Horizonte oraz doktorat z teologii na Papieskim Uniwersytecie Gregoriańskim w Rzymie. W latach 1989–2007 pracował jako proboszcz w parafiach archidiecezjalnych. Sprawował urząd rektora Wyższego Seminarium Duchownego Archidiecezji Uberaby w latach 2007-2008 oraz dyrektora Instytutu Teologicznego w Uberabie w latach 2013-2014. Po pracy w instytucjach archidiecezjalnych przebywał w Rzymie, gdzie pełnił funkcję rektora Papieskiego Kolegium Brazylijskiego Piusa w latach 2014-2021. Od 2021 do momentu nominacji pracował jako Rektor Seminarium Przygotowawczego i Administrator Parafii świętego Józefa w Uberaba.

### Episkopat
30 kwietnia 2024 papież Franciszek prekonizował go biskupem diecezjalnym Araçuaí. 
13 lipca 2024 otrzymał święcenia biskupie. Udzielił mu ich arcybiskup Paulo Mendes Peixoto. Uroczysty ingres do Katedry św. Józefa w Araçuai odbył się 17 sierpnia 2024.  